# Intergouvernementele conferentie over de gemeenschappelijke markt en het Euratom-verdrag

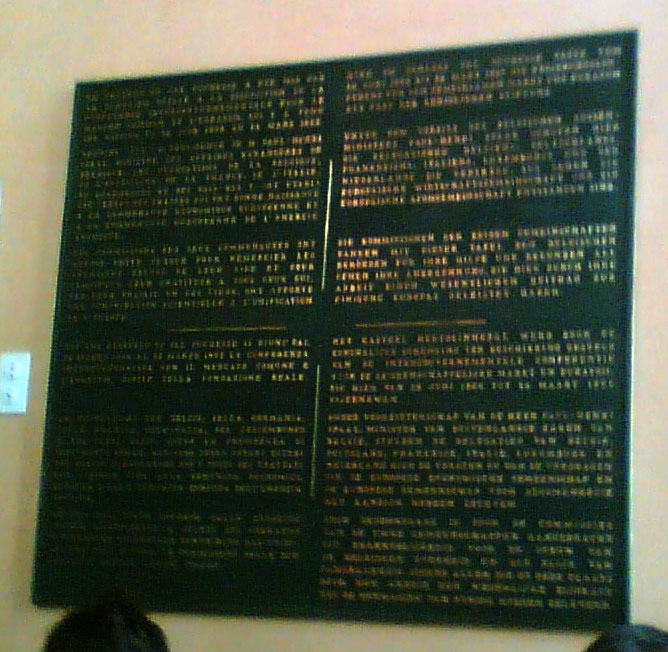
Plaquette in Kasteel Hertoginnedal ter herdenking van de conferentie

De Intergouvernementele Conferentie (IGC), voluit Intergouvernementele conferentie over de gemeenschappelijke markt en het Euratom-verdrag, vond plaats vanaf 26 juni 1956 in Kasteel Hertoginnedal nabij Brussel. Het was een cruciale gebeurtenis in de totstandkoming van het Verdrag van Rome, dat de basis vormde voor de oprichting van de Europese Economische Gemeenschap (EEG) en Euratom. 

## Achtergrond
De ministers van Buitenlandse Zaken van de zes Europese Gemeenschap voor Kolen en Staal (EGKS) landen kwamen samen in de Conferentie van Messina, waar belangrijke beslissingen werden genomen die leidden tot de IGC in Hertoginnedal. De ministers kozen een opvolger voor Jean Monnet in de Hoge Autoriteit en bespraken de voorstellen van Monnet en Beyen. Ze vonden de voorstellen echter te verregaand om alleen te worden besproken. Onder impuls van Beyen werd besloten om de plannen via een memorandum aan elkaar te bevestigen en te integreren in het 'BENELUX-MEMORANDUM'. Hieruit volgde de oprichting van de IGC, ook bekend als de intergouvernementele conferentie.

## Oprichting van de IGC
De IGC vond plaats onder voorzitterschap van Paul-Henri Spaak in verschillende Belgische ministeries gedurende de winter van '55-'56. De onderhandelingen werden geleid door één diplomaat van elk deelnemend land, waarbij Jean-Charles Snoy et d'Oppuers de vertegenwoordiger was voor de Belgische overheid. Belangrijke figuren zoals Robert Rotschild en Etienne Davignon speelden een cruciale rol. Na een periode van reflectie verplaatsten de onderhandelingen zich naar Kasteel Hertoginnedal, waar de zaal waar de onderhandelingen plaatsvonden nog steeds bezocht kan worden.

## Extra: Intergouvernementele Conferentie (IGC)
Bij de Brusselse onderhandelingen omtrent het Verdrag van Rome werd een IGC opgericht om meningsverschillen tussen deelnemende landen op te lossen alvorens het Verdrag formeel te ondertekenen. Deze praktijk werd later gebruikt bij andere verdragswijzigingen, waaronder de onderhandelingen voor het Verdrag van Lissabon in eind 2007.

## Verloop van de onderhandelingen
De Benelux-landen en Italië ondersteunden de onderhandelingen, terwijl Duitsland enthousiast was over het EEG-concept vanwege de economische groei. Frankrijk, echter, was terughoudend en vreesde concurrentie van de Duitse markt. Na intensieve onderhandelingen, waaronder de garantie van het EURATOM-plan en de opname van een protectionistisch Gemeenschappelijk Landbouwbeleid, stemde Frankrijk uiteindelijk in met de oprichting van de EEG en Euratom.

## Resultaten
De onderhandelingen resulteerden in een belangrijke package deal: de oprichting van Euratom, EEG, en de bescherming van de Europese landbouwsector. Frankrijk verkreeg subsidies voor de landbouw om de sector te beschermen tegen goedkopere buitenlandse concurrentie.

## Gevolgen
De oprichting van de EEG en Euratom betekende een belangrijke stap in de richting van Europese integratie. Het Verdrag van Rome legde de basis voor de Europese Gemeenschap en de interne markt, maar het Verenigd Koninkrijk maakte destijds geen deel uit van de onderhandelingen en was geen lid van de uitbouw van de Europese interne markt vanwege de supranationale elementen.